# Coppa Davis 2011 Zona Americana Gruppo III
Il Gruppo III della Zona Americana (Americas Zone) è il terzo livello di competizione della Zona Americana, una delle tre divisioni zonali della Coppa Davis 2011.

## Squadre partecipanti
Bahamas
 Barbados
 Bolivia
 Costa Rica
 Aruba
 Giamaica
 Guatemala
 Honduras

## Gruppo A
Guatemala
 Costa Rica
 Giamaica
 Honduras

### Risultati
Giornata 1 15 giugno 2011
 Guatemala  3-0   Honduras
 Costa Rica  3-0   Giamaica
Giornata 2 16 giugno 2011
 Guatemala  3-0   Giamaica
 Costa Rica  2-1   Honduras
Giornata 3 17 giugno 2011
 Guatemala  3-0   Costa Rica
 Giamaica  2-1   Honduras

### Verdetti
Guatemala e  Costa Rica qualificate alla fase finale.
 Giamaica e  Honduras allo spareggio retrocessione.

## Gruppo B
Bahamas
 Barbados
 Bolivia
 Aruba

### Risultati
Giornata 1 15 giugno 2011
 Bahamas  3-0   Aruba
 Barbados  2-1   Bolivia
Giornata 2 16 giugno 2011
 Bahamas  0-3   Bolivia
 Barbados  3-0   Aruba
Giornata 3 17 giugno 2011
 Bahamas  1-2   Barbados
 Bolivia  3-0   Aruba

### Verdetti
Barbados e  Bolivia qualificate alla fase finale.
 Bahamas e  Aruba allo spareggio retrocessione.

## Fase Finale

### Calendario
Guatemala  1-2   Bolivia
 Costa Rica  3-0   Barbados
 Guatemala  2-1   Barbados
 Costa Rica  0-3   Bolivia

### Classifica Totale
|  |    | Classifica finale |
|  | -- | ----------------- |
|  | 1. | Bolivia           |
|  | 2. | Guatemala         |
|  | 3. | Costa Rica        |
|  | 4. | Barbados          |

## Spareggio retrocessione in Gruppo IV

### Calendario
Giamaica  0-3   Bahamas
 Giamaica  1-2   Aruba
 Honduras  2-1    Bahamas
 Honduras  1-2   Aruba

### Classifica
|  |    | Classifica finale |
|  | -- | ----------------- |
|  | 1. | Aruba             |
|  | 2. | Bahamas           |
|  | 3. | Honduras          |
|  | 4. | Giamaica          |